# Jean-Pierre Rives
Jean-Pierre Rives (* 31. prosince 1952, Toulouse) je bývalý francouzský ragbista, který hrál jako rváček. V roce 2015 byl zvolen do Světové ragbyové síně slávy. Obdržel Francouzský řád za zásluhy.
Za Francii odehrál 59 zápasů v letech 1975 až 1984 a připsal si 20 bodů. Ve 34 utkání byl kapitánem reprezentace. Dokázal dovést svou zemi 14. července 1979 k historicky první výhře nad Novým Zélandem. Vyhrál třikrát Pohár 5 národů. (1977, 1981, 1983). Odehrál 5 zápasů za Barabarians. Ve třech případech byl zvolen časopisem Midi Olympique nejlepší hráčem francouzské ligy (1977, 1979, 1981). V roce 1980 se stal poraženým finalistou s Toulouse.
Po konci hráčské kariéry se dal na na sochařství a malbu. Zahrál si v několika francouzských filmech. Podílel se na tom, že Francie pořádala světový šampionát 2007 ve Francii.

## Klubová kariéra
- 1972 - 1974 Stade Beaumontois
- 1974 - 1981 Stade Toulousain
- 1981 - 1986 Racing Club de France